# PFM in Classic: Da Mozart a Celebration
PFM in Classic è un album tributo del gruppo musicale italiano Premiata Forneria Marconi, pubblicato nel 2013 dalla Aereostella e dalla Immaginifica.

## Descrizione
Si tratta della riduzione di partitura di celeberrimi brani di musica classica in chiave rock aggiungendovi intermezzi musicali ispirati agli stessi e composti dal gruppo e di brani storici della Premiata Forneria Marconi eseguiti col supporto dell'orchestra.

## Tracce
Arrangiamenti della Premiata Forneria Marconi.
CD 1
1. Il Flauto Magico - Ouverture [W.A.Mozart] (incluso Trazom, Deorama) - 8:19
2. Danza Macabra [C.Saint-Saens] (incluso Passeggiata di Fantasmi) - 6:36
3. Danza Slava N°1 [A. Dvorak] (incluso I Monti Slavi, Il Monte Pief) - 6:28
4. Sinfonia N°5  IV Mov. Adagietto [G. Mahler] (incluso Adagietto, Adagio Elettrico) - 8:21
5. Romeo e Giulietta - Danza Dei Cavalieri [S. Prokofiev] (incluso Il Potere dell'Amore, Gli Amanti di Verona) - 6:52
6. La Grande Pasqua Russa [N.A. Rimskij Korsakov] (incluso Danza della Pasqua) - 7:21
7. Nabucco - Ouverture [G. Verdi] (incluso Donosor B.) - 8:12

CD 2
1. La Luna Nuova - 7:42
2. Promenade the Puzzle - 6:48
3. Dove...Quando... - 4:45
4. Maestro della Voce - 7:21
5. Impressioni di Settembre - 6:37
6. Suite Italiana [ a) Sinfonia N°4 - Italiana (F. Mendelsohn); b) Celebration; c) La Danza (G. Rossini) ] - 6:31
7. Guglielmo Tell - Ouverture [G. Rossini] (live) - 2:54

## Formazione
- Franz Di Cioccio – voce
- Franco Mussida – chitarra
- Patrick Djivas – basso
- Lucio Fabbri - tastiere, violino
- Alessandro Scaglione - tastiere
- Roberto Gualdi - batteria, percussioni
- Symphsonic Orchestra diretta da Bruno Santori

Partiture orchestrali Bruno Santori (1-4,6,7,2.6,2.7) e Oliviero Lacagnina (2.1-2.5)